# Abemama
Abemama eller Abemamaatollen (även Apamama, tidigare Roger Simpson Island) är en ö i Mikronesien som tillhör Kiribati i Stilla havet.

## Geografi
Abemama är en atoll bland Gilbertöarna och ligger cirka 153 kilometer sydöst om huvudön Tarawa.
Ön är en korallatoll och har en areal om ca 28,2 km² med en landmassa på ca 16,2 km² runt en stor lagun. Atollen omges nästan helt av ett korallrev. Den högsta höjden är på endast några m ö.h. Sydväst om huvudatollen ligger småöarna Abatiku och Bike.
Befolkningen uppgår till ca 3 400 invånare fördelade på huvudorten Kariatebike och övriga orter Tabiang, Tekatirirake, Baretoa, Tabontebike, Binoinano,  Tebanga och Kabangaki.
Abemama har en liten flygplats Abemama Airport som ligger på nordligaste orten Tabiang.(flygplatskod "AEA")

## Historia
Ön upptäcktes 1799 av brittiske kapten Charles Bishop och namngavs efter en av hans medarbetare.
1820 namngav estnisk/ryske Adam Johann von Krusenstern öarna îles Gilbert och Gilbertöarna blev tillsammans med Elliceöarna slutligen ett brittiskt protektorat 1892. Den formella annekteringen "Declaration of a British Protectorate" genomfördes av kapten E.H.M. Davis på fartyget "HMS Royalist" den 27 maj 1892 just på Abemama. I januari 1915 blev området en egen koloni.
1889 bodde författaren Robert Louis Stevenson en kort tid på ön.
Under andra världskriget ockuperades ön från augusti 1942 till november 1943 av Japan för att sedan återgå under brittisk överhöget.
1971 erhåller Gilbertöarna autonomi och blir i juli 1979 en självständig nation under namnet Kiribati.